# جاز طليعي
الجاز الطليعي (بالإنجليزية: Avant-garde jazz)‏ أو أفانت-جاز أو الجاز التجرييي نوع موسيقي وارتجالي يمزج الموسيقى الفنية الطليعية والتأليف مع الجاز. ظهر في العقد 1950 وتطور خلال عقد 1960. كان في بداياته مرادفا للجاز الحر، لكن الكثير من الجاز الطليعي كان مختلفا عن هذا النوع.

## تاريخ

### عقد 1950
ظهر الجاز الطليعي في وسط إلى أواخر عقد 1950 بين مجموعة من المرتجلين الذين رفضوا تقاليد البيبوب والبوست بوب وسعوا للزيادة من ضبابية الخط الفاصل بين المكتوب والاختياراي. أصبح يطبق على موسيقى تختلف عن الجاز الحر تركز على البنية والتنظيم باستخدام ألحان مركبة، أوزان ونغميات متغيرة لكن محددة من قبل، وتمييز بين عازفي السولو والمصاحبة.

### عقد 1960
بدأت «مؤسسة تقدم الموسيقيين المبدعين» AACM في شيكاغو بتطوير نوعها الخاص من الجاز الطليعي، كان موسيقيوا AACM (موهال ريتشارد أبرامس، أنتوني براكستون، روسكو ميتشيل، حامد دريك وجوق شيكاغو الفني) يميلون للتركيبية. قام الشاعر والشخصية البارز في حركة فنون السود أميري بركة، بتسجيل مقاطع كلمة منطوقة مع رباعي نيويورك (“Black Dada Nihilismus,” 1964, ESP) وسوني موري (“Black Art,” 1965, Jihad).

## موسيقيون بارزون
- أليس كولترين
- سيسيل تايلور
- ليني تريستانو
- جيمي غويفر
- صن رع
- أورنيت كولمان
- جون كولترين
- شارليس مينغوس
- آرشي شيب
- فارو ساندرز
- ألبرت أيلر
- دون تشيري
- جون زورن
- مؤسسة تقدم الموسيقيين المبدعين السابق ذكرها

## بيبليوغرافيا
- Berendt, Joachim E. (1992). The Jazz Book: From Ragtime to Fusion and Beyond. Revised by Günther Huesmann, translated by H. and B. Bredigkeit with Dan Morgenstern. Brooklyn: Lawrence Hill Books. (ردمك 1-55652-098-0)
- Kofsky, Frank (1970). Black Nationalism and the Revolution in Music. New York: Pathfinder Press.
- Mandel, Howard (2008). Miles, Ornette, Cecil: Jazz Beyond Jazz. Preface by Greg Tate. New York City: Routledge. (ردمك 0415967147)